# Liste der Bahnhöfe in Stuttgart
Diese Liste behandelt die Bahnhöfe der baden-württembergischen Landeshauptstadt Stuttgart.

## Übersicht
In Stuttgart befinden sich für den Eisenbahnpersonenverkehr ein Fernbahnhof, Stuttgart Hauptbahnhof, Regionalbahnhöfe und S-Bahnhöfe der S-Bahn Stuttgart.
Der nördlich außerhalb des Stadtgebiets von Stuttgart gelegene Bahnhof Kornwestheim Rangierbahnhof ist der wichtigste Bahnhof des Stuttgarter Eisenbahnknotens für den Güterverkehr.

## Personenbahnhöfe
| Name ehemalige Namen                                               | ICE | IC/EC | IR/D | IRE/RE | RB/WEG | S | Strecke                        | Anmerkungen                         |
| ------------------------------------------------------------------ | --- | ----- | ---- | ------ | ------ | - | ------------------------------ | ----------------------------------- |
| Bad Cannstatt Cannstatt                                            | –   | –     | –    | x      | x      | x | Filstalbahn, Remsbahn          |                                     |
| Degerloch-West                                                     | –   | –     | –    | –      | –      | – | Filderbahn-Gesellschaft        | stillgelegt                         |
| Ebitzweg                                                           | –   | –     | –    | –      | x      | – | Schusterbahn                   |                                     |
| Feuerbach                                                          | –   | –     | –    | –      | -      | x | Frankenbahn                    |                                     |
| Feuersee                                                           | –   | –     | –    | –      | –      | x | Verbindungsbahn                |                                     |
| Flughafen/Messe Flughafen/Airport                                  | –   | –     | –    | –      | –      | x | Filderbahn                     | Tunnelbahnhof                       |
| Hauptbahnhof                                                       | x   | x     | x    | x      | x      | x | Frankenbahn, Gäubahn, Filsbahn | Kopfbahnhof                         |
| Stuttgart-Heslach                                                  | –   | –     | –    | –      | –      | – | Gäubahn                        | aufgelassen                         |
| Hohenheim                                                          | –   | –     | –    | –      | –      | – | Filderbahn                     | stillgelegt                         |
| Möhringen Möhringen/Filder                                         | –   | –     | –    | –      | –      | – | Filderbahn-Gesellschaft        | heute Stadtbahn                     |
| Münster                                                            | –   | –     | –    | –      | x      | – | Schusterbahn                   |                                     |
| Neckarpark (Mercedes-Benz) Gottlieb-Daimler-Stadion, Neckarstadion | –   | –     | –    | –      | –      | x | Filsbahn                       |                                     |
| Neuwirtshaus (Porscheplatz)                                        | –   | –     | –    | –      | -      | x | Schwarzwaldbahn                |                                     |
| Nordbahnhof (Stuttgart-)Prag                                       | –   | –     | –    | –      | –      | x | Frankenbahn                    |                                     |
| Nürnberger Straße                                                  | –   | –     | –    | –      | –      | x | Remsbahn                       |                                     |
| Obertürkheim                                                       | –   | –     | –    | –      | –      | x | Filsbahn                       |                                     |
| Österfeld                                                          | –   | –     | –    | –      | –      | x | Gäubahn                        |                                     |
| Plieningen                                                         | –   | –     | –    | –      | –      | – | Filderbahn                     | heute Stadtbahn                     |
| Schwabstraße                                                       | –   | –     | –    | –      | –      | x | S-Bahn-Tunnel                  | nachgelagerte S-Bahn- Wendeschleife |
| Sommerrain                                                         | –   | –     | –    | –      | –      | x | Remsbahn                       |                                     |
| Stadtmitte                                                         | –   | –     | –    | –      | –      | x | S-Bahn-Tunnel                  |                                     |
| Rohr                                                               | –   | –     | –    | –      | –      | x | Gäubahn, Filderbahn            |                                     |
| Universität                                                        | –   | –     | –    | –      | –      | x | S-Bahn-Tunnel                  |                                     |
| Untertürkheim                                                      | –   | –     | –    | –      | x      | x | Filsbahn, Schusterbahn         |                                     |
| Vaihingen Vaihingen/Filder                                         | –   | –     | –    | –      | –      | x | Gäubahn, Filderbahn            |                                     |
| Weilimdorf                                                         | –   | –     | –    | –      | –      | x | Schwarzwaldbahn                |                                     |
| Westbahnhof Station Hasenberg                                      | –   | –     | –    | –      | –      | – | Gäubahn                        | aufgelassen                         |
| Wildpark                                                           | –   | –     | –    | –      | –      | – | Gäubahn                        | aufgelassen                         |
| Zazenhausen                                                        | –   | –     | –    | –      | x      | – | Schusterbahn                   |                                     |
| Zuffenhausen                                                       | –   | –     | –    | –      | x      | x | Frankenbahn, Schwarzwaldbahn   | Keilbahnhof                         |

## Preisklassen
Die von der Deutschen Bahn betriebenen Bahnhöfe in Stuttgart sind wie folgt eingeordnet:
| Bf.-Nr. | Station                               | Preisklasse (2022) |
| ------- | ------------------------------------- | ------------------ |
| 6070    | Stuttgart Ebitzweg                    | 7                  |
| 6079    | Stuttgart Feuersee                    | 3                  |
| 1824    | Stuttgart Flughafen/Messe             | 4                  |
| 6071    | Stuttgart Hauptbahnhof                | 1                  |
| 6072    | Stuttgart Neckarpark                  | 4                  |
| 6073    | Stuttgart Nord                        | 5                  |
| 6074    | Stuttgart Nürnberger Straße           | 5                  |
| 6075    | Stuttgart Österfeld                   | 4                  |
| 6083    | Stuttgart Schwabstraße                | 3                  |
| 6085    | Stuttgart Stadtmitte                  | 3                  |
| 6076    | Stuttgart Universität                 | 4                  |
| 6077    | Stuttgart-Bad Cannstatt               | 3                  |
| 6078    | Stuttgart-Feuerbach                   | 4                  |
| 6080    | Stuttgart-Münster                     | 7                  |
| 4467    | Stuttgart-Neuwirtshaus (Porscheplatz) | 4                  |
| 6081    | Stuttgart-Obertürkheim                | 4                  |
| 6082    | Stuttgart-Rohr                        | 4                  |
| 6084    | Stuttgart-Sommerrain                  | 5                  |
| 6086    | Stuttgart-Untertürkheim               | 3                  |
| 6087    | Stuttgart-Vaihingen                   | 3                  |
| 6088    | Stuttgart-Weilimdorf                  | 5                  |
| 6089    | Stuttgart-Zazenhausen                 | 7                  |
| 6090    | Stuttgart-Zuffenhausen                | 3                  |